# ルパン三世 Master File
『ルパン三世 Master File』（ルパンさんせい マスター・ファイル）は、モンキー・パンチ原作のアニメ『ルパン三世』のビデオグラム。OVA「ルパン一家勢揃い」、関係者インタビュー、『ルパン8世』などの映像で構成されている。

## 概要
『ルパン三世』アニメ化40周年記念作品として2012年3月28日に発売された。本作は『ルパン三世シリーズ』に携わった関係者へのインタビューとともに『ルパン三世』の40年を振り返る構成となっており、「長年にわたり『ルパン三世』を支えてきたプロフェッショナルたちのインタビュー集」とされている。
本作のナレーションは、前年から峰不二子と銭形警部の新キャストに起用された沢城みゆきと山寺宏一が担当している。

## 内容

### ルパン一家勢揃い
モンキー・パンチの原作『新ルパン三世』第1話「ルパン一家勢揃い」をベースに製作された10分程度の短編アニメ。本作では2011年の大掛かりなキャスト変更で降板した石川五ェ門役の井上真樹夫、峰不二子役の増山江威子、銭形警部役の納谷悟朗がそれぞれの役で参加しており、「ルパン・ファミリーとしてのラストセッション」とされている。また、三人と同時にシリーズを降板した音響監督の加藤敏と『TV第1シリーズ』で石川五ェ門役を演じた大塚周夫も参加している。なお、本作は井上、増山、納谷がそれぞれの役を演じた生前最後の作品であり、また大塚も本作が最後の『ルパン三世』シリーズ出演となった。
監督はTV第2シリーズの作画監督や『PARTIII』の演出などで携わっていたこだま兼嗣が27年ぶりに参加。キャラクターデザイン・総作画監督は長年TVスペシャルで作画監督を務めていた平山智が担当。ルパンたちの服装は『TV第1シリーズ』に準じており、ルパンのジャケットは緑、次元のネクタイは白、五ェ門の袴は青系統、銭形の帽子は黒である。
スタッフ
- 原作 - モンキー・パンチ（MPワークス、双葉社/ルパン三世officialマガジン刊）
- 原作プロデューサー - 加藤州平
- アニメーションプロデューサー - 青木隆介
- プロデューサー - 加藤良太
- アソシエイトプロデューサー - 鈴木禎、川田哲也
- 監督・絵コンテ - こだま兼嗣
- キャラクターデザイン・総作画監督 - 平山智
- 美術監督 - 山根左帆
- 色彩設計 - 宮脇裕美
- 撮影監督 - 野口龍生
- 美術設定 - 成田偉保
- 編集 - 佐野由里子
- 音響監督 - 加藤敏
- 音楽監督 - 鈴木清司
- 音響効果 - 倉橋静男
- 音楽 - 大野雄二
- エンディングテーマ - 「ルパン三世のテーマ'78(2002 Version)」
  - 作曲・編曲 - 大野雄二

- アニメーション製作 - スタジオさきまくら
- 製作・著作 - トムス・エンタテインメント

声の出演
- ルパン三世 - 栗田貫一
- 次元大介 - 小林清志
- 石川五ェ門 - 井上真樹夫
- 峰不二子 - 増山江威子
- 銭形警部 - 納谷悟朗
- 鉄仮面 - 大塚周夫
- 警官A - 島﨑信長
- 警官B - 荒井聡太
- 警官C - 金本涼輔

### THE PERFORMERS -その声の魅力-
キャスト5人のインタビュー及び「ルパン一家勢揃い」のアフレコ風景を収録。
インタビュー出演
- 栗田貫一（ルパン三世役）
- 小林清志（次元大介役）
- 井上真樹夫（石川五ェ門役）
- 増山江威子（峰不二子役）
- 納谷悟朗（銭形警部役）

### ルパン三世 音楽誕生
『ルパン三世』の音楽を担当した関係者のインタビューを収録。
インタビュー出演
- 大野雄二（作曲家）
- 山下透（作曲家、山下毅雄の次男）
- チャーリー・コーセイ（歌手）
- おおすみ正秋（監督）

ナレーション
- 沢城みゆき

### ルパン三世 秘蔵映像集
日仏合作で製作されながら諸事情で制作中止となった『ルパン8世』のパイロット版と現存する5話のダイジェストを収録。更に、「ルパン三世 Full 3DCG Animation」と「エッソ石油」（初代ルパン三世役の山田康雄が最後に出演した作品）「Schick」のCM映像（それぞれ15秒バージョンと30秒バージョンの両方）を収録している。
『ルパン8世』コメンタリー出演
- 氷川竜介（アニメ評論家）

### ルパン三世 クロニクル
パイロット版からTVスペシャルまでの歴代OP・EDと関係者のインタビューを収録。
インタビュー出演
- モンキー・パンチ（漫画家）
- 杉井ギサブロー（監督）
- おおすみ正秋（監督）
- 大塚康生（アニメーター）
- 飯岡順一（脚本家）
- 竹内孝次（プロデューサー）
- 吉川惣司（監督）
- 松元理人（プロデューサー）
- 古瀬登（アニメーター、演出）
- 奥脇雅晴（監督）
- 中谷敏夫（プロデューサー）
- 浄園祐（プロデューサー）

ナレーション
- 山寺宏一

### ルパン三世 新作テレビシリーズ特報
2012年4月4日より放送されたテレビシリーズ第4作『LUPIN the Third -峰不二子という女-』の特報映像を収録。
インタビュー出演
- 浄園祐（プロデューサー）